# Purquazi
Purquazi è una suddivisione dell'India, classificata come nagar panchayat, di 23.526 abitanti, situata nel distretto di Muzaffarnagar, nello stato federato dell'Uttar Pradesh.